# Mostafa Shobeir
Mostafa Ahmed Abdelaziz Mohamed Shobeir (en árabe مصطفى شوبير; nacido en Guiza, Egipto, 17 de marzo de 2000) es un futbolista egipcio que juega en la posición de guardameta en el Al-Ahly de la Premier League de Egipto.

## Selección nacional
Es internacional con la selección de fútbol de Egipto.

## Clubes
| Club    | País   | Año       |
| ------- | ------ | --------- |
| Al-Ahly | Egipto | 2019-act. |